# لقاء مارس
لقاء مارس هو تجمع سنوي لممارسي الفنون والمؤسسات الفنية الدولية في الشرق الأوسط وشمال أفريقيا تنظمه مؤسسة الشارقة للفنون وتم إطلاقه في عام 2008، في مدينة الشارقة ، الإمارات العربية المتحدة ، لتشجيع محترفي الفن الإقليميين على التواصل والشراكة وتبادل الأفكار في مجال الفن المعاصر. 

## الدورات
- 2008 : حضر أربعة وعشرون مندوبًا الاجتماع الأول الذي عقد في الشارقة ، بالتعاون بين بينالي الشارقة وصندوق المسرح العربي الشاب وستارت وآرت دبي.
- 2009 : أقيم في الفترة من 16 إلى 20 مارس بالتعاون بين بينالي الشارقة وتيت مودرن و 25 منسقًا دوليًا من جميع أنحاء المنطقة والمملكة المتحدة للمشاركة في ورشة عمل مكثفة لمدة أسبوع للمنسقين الشباب.
- 2010 : أقيم البرنامج بالتعاون مع ArteEast ، وتضمن البرنامج سلسلة من المحادثات العامة من قبل متحدثين مختلفين ، بما في ذلك عبد الفتاح كيليطيو وأوكوي إنويزور . كما تميز الحدث لأول مرة، بفعالية دردشات ، وهي عبارة عن مناقشات غير رسمية للمشروع تسلط الضوء على ما يقرب من ستين مشروعًا جديدًا من جميع أنحاء العالم. [2]
- 2011: شارك في لقاء مارس السنوي الرابع 42 ممثل مؤسسة وفنانين ومتخصصين في الفن في منطقة الشرق الأوسط وشمال إفريقيا وجنوب آسيا. في الشارقة في الفترة من 13 مارس إلى 15 مارس 2011. [3]
- 2012: أقيم بين 17-19 مارس وشارك فيها أكثر من 80 متحدثًا بما في ذلك: يوكو هاسيغاوا و إيونجي جو و هانز أولريش أوبريست وسوزان بفيفر و Beatrix Ruf وغيرهم.
- 2013: أقيم في الفترة من 14 إلى 17 مارس ، خلال الأسبوع الافتتاحي لبينالي الشارقة 11 ، وشملت قائمة المتحدثين سارات مهراج وباولو هيركينهوف وهو فانغ وآخرين.
- 2014: شاركت في بينالي الشارقة 12 القادم 2015 ، برعاية أونجي جو ، كريستين خوري ، رشا سلطي ، إريك بودلير ، أيرين أناستاس ، رينيه جبر ، كريستين طعمة ، طارق أبو الفتوح ، سارة رفقي وآخرين. [4]
- 2015: عقد بين 11 و 16 مايو كجزء من محادثة موسعة بدأت مع لقاء مارس 2014. [5]

## روابط خارجية
- الموقع الرسمي